# 牙山蔣氏
牙山蔣氏（アサンジャンし、朝鮮語: 아산장씨）は、朝鮮の氏族。本貫は忠清南道牙山市である。2015年の調査では、21,015人である。
始祖は中国宋朝で金紫光禄大夫と神慶衛大将軍を務めた蔣壻である。蔣壻は、金朝の訛里朶が宋朝に侵攻した時に抗戦することを主張したが、受け入れられず、高麗に亡命し、睿宗から牙山君に封じられ、牙山を本貫にして牙山蔣氏を創始した。